# Maaike Bakker
Maaike Bakker (Den Haag, 13 januari 1992) is een Nederlands actrice en presentatrice, die onder andere speelde in Bobo, Het Huis Anubis en de Vijf van het Magische Zwaard en Joris en Boris en het Geheim van de Tempel.

## Biografie
Bakker volgde vanaf 2007 een theateropleiding aan de Jeugdtheaterschool Rabarber in Den Haag. 

## Rollen
Maaike Bakker speelde haar eerste grote rol in 2010 als Lexie in de jeugdserie Het Huis Anubis en de Vijf van het Magische Zwaard van Studio 100. Sinds 2011 speelt zij in de kinderserie Bobo, wederom een productie van Studio 100, de rol van Krabbel, het zusje van Bobo.
In 2012 maakte ze haar filmdebuut in de bioscoopfilm Joris en Boris en het Geheim van de Tempel van Aram van de Rest. In hetzelfde jaar speelt ze een rol in de kinderserie Sinterklaas en het gevaar van de snoepfabriek, die uitgezonden wordt door onder andere Pebble TV en Omroep Brabant.
Ook nam Maaike Bakker in 2012 onder regie van Sjoerd de Bont deel aan twee 48-hoursfilmprojecten. In Rotterdam was dat met de korte film Het was een verschrikkelijke man in de rol van Carin van Zanten. In het Belgische project speelde ze in de korte film <3 de rol van Anne Bo. In 2013 speelde ze wederom in een korte film van De Bont, Esc. In datzelfde jaar speelde ze de rol van Eefje de Bont in de sinterklaasserie Het kasteel van Sinterklaas & de bonte wensballon, die uitgezonden werd op Pebble TV.
In 2017 had Bakker naast Priscilla Knetemann, Inge Ipenburg, Koert-Jan de Bruijn en Thomas Acda een van de hoofdrollen in de speelfilm Pestkop van Sjoerd de Bont.
Bakker speelde ook een rol in Achter gesloten deuren, seizoen 4 afl.15 " Een tirannieke moeder". Hierin speelde ze de rol van de 22-jarige dochter Ellen.

## Filmografie
- 2010: Het Huis Anubis en de Vijf van het Magische Zwaard, als Lexie van Meent
- 2011: Bobo, als Krabbel
- 2012: Joris en Boris en het Geheim van de Tempel, als Anna
- 2012: Sinterklaas en het gevaar van de snoepfabriek, als zichzelf
- 2012: <3, als Anne Bo (korte film)
- 2012: Het was een verschrikkelijke man, als Carin van Zanten
- 2014: Het kasteel van Sinterklaas & de bonte wensballon, als Eefje de Bont
- 2015: Het kasteel van Sinterklaas en het magische schilderij, als Eefje de Bont
- 2016: Het Sint en pieten nieuws, als presentatrice
- 2017: Pestkop, als Manon
- 2019: De brief voor Sinterklaas, als Patty Pepernoot